# Josef Fiala (právník)
Josef Fiala (* 1953 Měřín) je vysokoškolský učitel na Právnické fakultě Masarykovy univerzity v Brně, bývalý vedoucí katedry občanského práva. Od prosince 2015 působí také jako soudce Ústavního soudu.

## Život
Vystudoval Právnickou fakultu Univerzity Jana Evangelisty Purkyně v Brně (dnes Masarykova univerzita) v roce 1976, kde v roce 1978 získal titul doktora práv. Věnuje se především právním vztahům k nemovitostem. Vědeckou hodnost kandidáta věd získal za práci Věcná břemena (1984), habilitoval se v roce 1995 s prací Bytové vlastnictví v České republice. V roce 2006 byl jmenován profesorem.
Prof. Fiala krom svých pedagogických činností působil také jako asistent ústavních soudců Ivany Janů, Miloše Holečka a Evy Zarembové. Publikoval mnoho monografií, popularizačních příruček, řadu odborných článků a podílí se na učebnicích občanského práva hmotného. Za své vědecké dílo v oblasti občanského práva hmotného získal mnoho desítek ocenění vědeckou komunitou po celém světě.
Působí také jako rozhodce a je členem Legislativní rady vlády. Na konci října 2015 se prezident Miloš Zeman rozhodl jmenovat jej soudcem Ústavního soudu, k čemuž získal i nutný souhlas Senátu. Jmenován byl 17. prosince 2015.

## Některé publikace
- Byt v soukromém a veřejném právu. Brno: Masarykova univerzita, 2011, 135 s., ISBN 978-80-210-5747-0
- Bytové vlastnictví v České republice. Brno: Iuridica Brunensia, 1995, 152 s., ISBN 80-85964-06-6
- Contract law in the Czech Republic. Alphen aan den Rijn: Wolters Kluwer, 2012, 172 s., ISBN 978-90-411-4091-3
- Občanské právo. Praha: Wolters Kluwer, 2012, 2. vyd., 965 s., ISBN 978-80-7357-948-7
- Občanské právo hmotné. Plzeň: Aleš Čeněk, 2009, 2. vyd., 650 s., ISBN 978-80-7380-228-8
- Občanské právo hmotné. Brno: Masarykova univerzita a Doplněk, 2002, 3. vyd., 433 s., ISBN 80-210-2793-2
- Občanský zákoník. Komentář. Praha: Wolters Kluwer, 2009, 2 sv., 1618 s., ISBN 978-80-7357-395-9
- Občanský zákoník. Komentář. Praha: Wolters Kluwer, 2014, 6 sv., ISBN 978-80-7478-369-2
- Úvod do soukromého práva. Brno: Masarykova univerzita, 2006, 3. vyd., 158 s., ISBN 80-210-4112-9
- Zákon o vlastnictví bytů. Komentář. Praha: C. H. Beck, 2005, 3. vyd., 476 s., ISBN 80-7179-337-X